# Drosophila paranaensis
Drosophila paranaensis är en tvåvingeart som beskrevs av Barros 1950. Drosophila paranaensis ingår i släktet Drosophila och familjen daggflugor.
Artens utbredningsområde sträcker sig från Mexiko till Brasilien.